# ایمپریال (تگزاس)
ایمپریال (به انگلیسی: Imperial) یک منطقهٔ مسکونی در ایالات متحده آمریکا است که در شهرستان پیکس، تگزاس واقع شده‌است. ایمپریال ۱۱٫۰ کیلومتر مربع مساحت و ۲۷۸ نفر جمعیت دارد و ۷۲۹ متر بالاتر از سطح دریا واقع شده‌است.